# 马鞭草属
马鞭草属（学名：Verbena）是马鞭草科下的一个属，为一年生或多年生草本或亚灌木植物。该属共有约250种，主要产自热带美洲。
属名Verbena源于拉丁语verbena，意为“鞭子”。
本属植物被称为“神圣之枝”，因其多供药用。